# Balcón atlántico
Balcón atlántico es una película del año 2004.

## Sinopsis
Todas las tardes, los habitantes de Larache tienen cita en el paseo marítimo, el “Balcón Atlántico”. Ahí las parejas se forman, se aman, y se rompen…